# 인터랙티브 예술 과학 협회

인터랙티브 예술 과학 협회(Academy of Interactive Arts & Sciences, AIAS)는 비디오 게임 산업 전문가들로 구성된 비영리 조직이다. D.I.C.E. 어워즈 수상 발표를 포함하여 D.I.C.E.로 더 잘 알려진 연례 디자인 이노베이트 커뮤니케이트 엔터테인(Design Innovate Communicate Entertain) 서밋을 조직한다.

## D.I.C.E. 서밋
D.I.C.E. 서밋은 라스베거스에서 여러 날 동안 개최되는 비디오 게임 경영진의 연례 모임이다. AIAS가 2002년에 설립한 이 컨퍼런스는 매년 엔터테인먼트 소프트웨어 협회(Entertainment Software Association)의 Interactive Achievement Awards를 주최한다. 이 컨퍼런스는 비디오 게임 디자인의 트렌드와 혁신에 중점을 두고 업계의 비즈니스 및 생산 측면을 강조한다는 점에서 업계의 다른 컨퍼런스와 다르다. 이 컨퍼런스는 엄선된 업계 리더들이 네트워크를 형성할 수 있는 보다 친밀하고 질서 있는 장소를 제공하는 데 특화되어 있다.